# Acacia teretifolia
Acacia teretifolia é uma espécie de leguminosa do gênero Acacia, pertencente à família Fabaceae.